# Unitarité
 (signalé en mai 2025).
Si vous disposez d'ouvrages ou d'articles de référence ou si vous connaissez des sites web de qualité traitant du thème abordé ici, merci de compléter l'article en donnant les références utiles à sa vérifiabilité et en les liant à la section « Notes et références ».
- Archive Wikiwix
- Bing
- Cairn
- DuckDuckGo
- E. Universalis
- Gallica
- Google
- G. Books
- G. News
- G. Scholar
- Persée
- Qwant
- (zh) Baidu
- (ru) Yandex
- (wd) trouver des œuvres sur Wikidata

En mécanique quantique, l'unitarité désigne le fait que l'évolution de la fonction d'onde au cours du temps doit être compatible avec l'interprétation probabiliste qui lui est associée.

## Définition exacte

### Rappel sur la fonction d'onde
La fonction d'onde {\displaystyle \psi ({\vec {x}})\,} d'un système quantique, comme l'électron par exemple, permet de déterminer la probabilité de présence de celui-ci dans une petite boîte de volume {\displaystyle {\rm {\delta }}{\mathcal {V}}\,} centrée en {\displaystyle {\vec {x}}\,} par
Et comme la probabilité totale de trouver le système quelque part doit être de un, il en découle qu'on doit avoir
en intégrant sur tout l'espace.
Les fonctions d'onde dont l'intégrale sur tout l'espace est égale à 1 sont nommées fonction d'onde normalisable, et l'état quantique correspondant un état quantique normalisable. Mais toutes les fonctions d'ondes ne sont pas normalisables, comme celle correspondant à l'état de quantité de mouvement.
L'unitarité est une propriété de toutes les fonctions d'ondes normalisables.

### Unitarité
Cette propriété de la fonction d'onde doit être vraie à tout instant donné. L'unitarité peut donc s'exprimer sous la forme :

L'équation de Schrödinger qui fixe l'évolution de la fonction d'onde doit satisfaire cette contrainte. On rappelle que cette équation s'écrit
{\displaystyle i\hbar {\frac {\partial \psi }{\partial t}}={\mathcal {H}}\psi }
où {\displaystyle {\mathcal {H}}\,} est l'hamiltonien du système. Il en résulte alors que l'hamiltonien doit être un opérateur hermitien, c’est-à-dire que les valeurs propres (et donc les quantités mesurées) de l'opérateur sont des nombres réels, ce qui correspond bien à la réalité.

Le critère d'unitarité peut s'exprimer plus généralement comme la conservation du produit scalaire dans le temps. Soient deux états quantiques {\displaystyle \theta } et {\displaystyle \psi }, on doit alors avoir :
la conservation de la norme n'étant que le cas particulier où {\displaystyle \theta =\psi }.
On peut démontrer également que l'équation de Schrödinger conserve effectivement le produit scalaire (pourvu, toujours, que l'hamiltonien soit hermitien).

## Opérateur
L'équation de Schrödinger étant unitaire, elle peut être représentée par un opérateur unitaire dans le formalisme de la mécanique quantique. 
Démonstration : représentons l'équation de Schrödinger par un opérateur linéaire U : {\displaystyle \psi (t)=U(t)\psi (0)}. 
Nous savons que l'équation de Schrödinger préserve le produit scalaire, donc : {\displaystyle \langle U\alpha |U\beta \rangle =\langle \alpha |\beta \rangle }. 
D'autre part, une propriété des matrices adjointes par rapport au produit scalaire assure que {\displaystyle \langle \alpha |U\beta \rangle =\langle U^{*}\alpha |\beta \rangle }.
Par conséquent : {\displaystyle \langle \alpha |UU^{*}\beta \rangle =\langle \alpha |\beta \rangle }
D'où {\displaystyle UU^{*}=U^{*}U=I} ce qui est caractéristique d'un opérateur unitaire.

## Unitarité et mesure
Le cinquième postulat de la mécanique quantique affirme la réduction de la fonction d'onde à un des états propres du hamiltonien immédiatement après une observation.
Ce postulat est une violation directe (et la seule) du principe d'unitarité de la mécanique quantique. En effet la réduction de la fonction d'onde correspond à une projection, qui ne conserve pas le produit scalaire.
Il met en exergue le fait que l'observation d'un système microscopique par un appareil macroscopique est une interaction violente pour le système quantique. Les travaux sur la décohérence quantique cherchent à montrer, jusqu'ici avec succès, que si on étudie plus précisément le mécanisme d'observation alors il est possible de montrer que le cinquième postulat n'est pas rigoureusement exact mais plutôt une approximation. Dans cette approche, l'apparente réduction de la fonction d'onde n'est qu'une localisation progressive autour d'un des états propres de l'hamiltonien et est une conséquence de l'équation de Schrödinger pour le système physique total constitué du système observé ainsi que de l'observateur.